# Stahlgiesserei

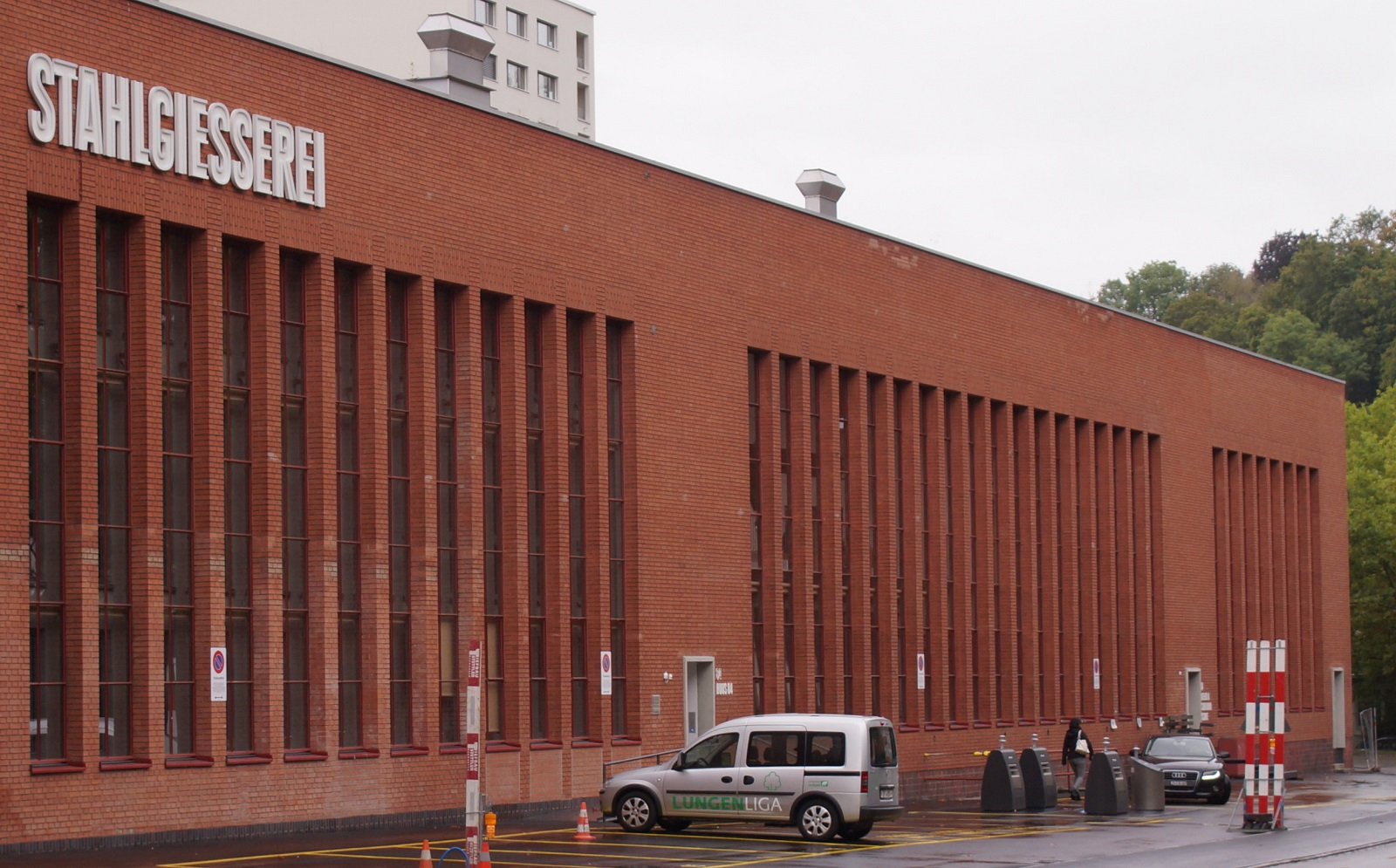
Teilansicht der Strassenfassade

Die Stahlgiesserei ist ein neuer Stadtteil der Stadt Schaffhausen. Er entsteht seit 2017 auf dem Gelände des ehemaligen «Werks I» der Georg Fischer AG (GF). Grosse Teile der Werkshalle des Stahlwerks und der Krananlage werden als Gewerbeflächen und Stadtgarten in das Wohnquartier integriert. Es entstehen 442 Wohnungen, grossflächige Gewerberäume und eine Schule. Die Anlage ist im Kulturgüterschutz-Inventar der Schweiz als «Kulturgut von nationaler Bedeutung» (A-Objekt, KGS-Nr. 09040) klassifiziert. Das Kulturdenkmal wird als «lebendiger Ort entwickelt, der das Sozialengagement der Georg Fischer AG in die Zukunft überführt».

## Geschichte

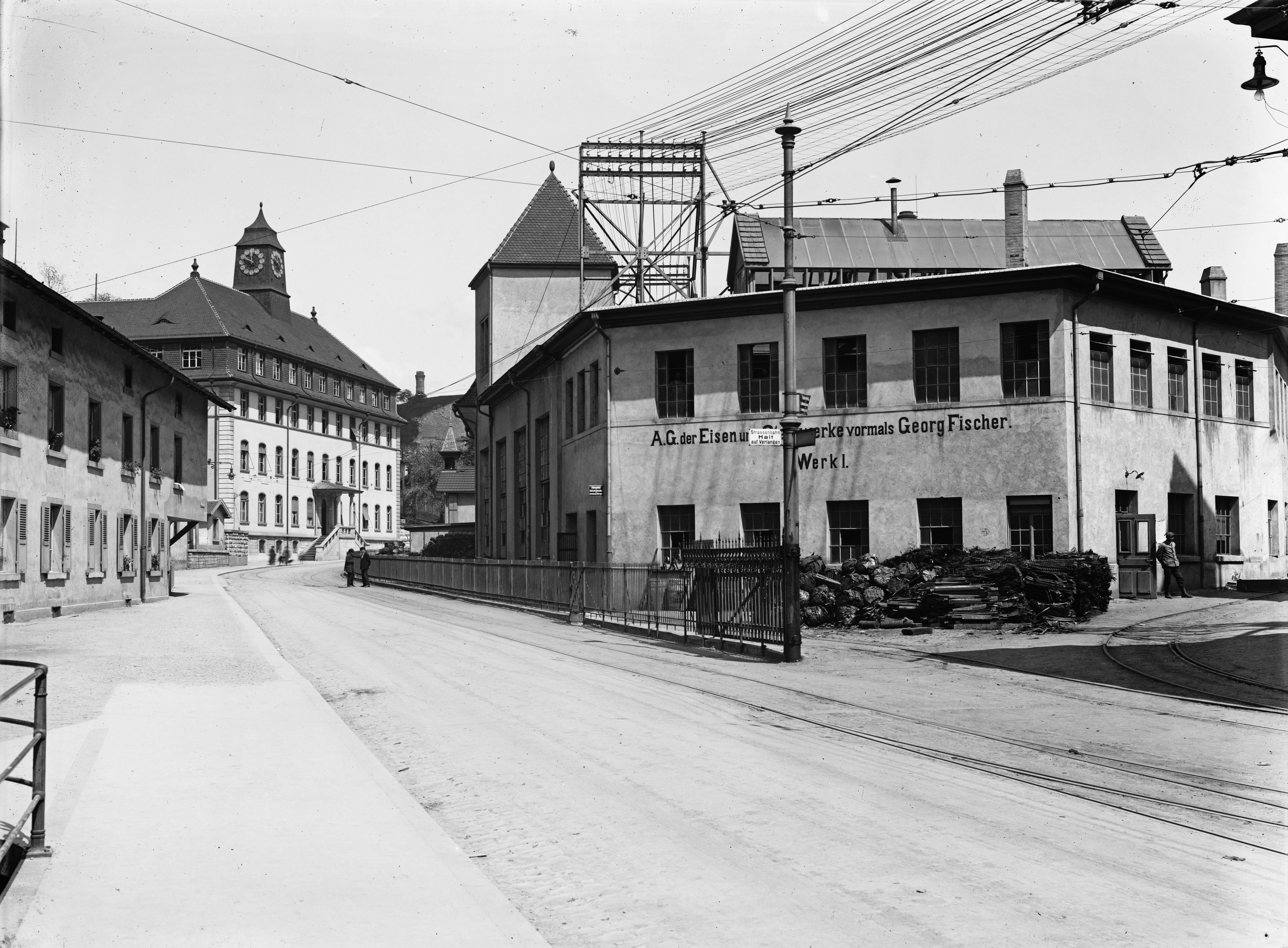
Werk I, Zufahrt der Werksbahn (1915)

Das Stahlwerk bewegte einst Tonnen von Stahl.
Das Bauwerk im modernen und neoklassizistischen Stil wurde um 1912 und 1939–1942 errichtet. Die «Monumentalfassade» stammt von Emil Rudolf Mewes, der ältere Teil von «Curjel & Moser».

## Lage
Die Gebäude befinden sich in der Mühlentalstrasse 72–106 am Beginn des Mühlentals. Gegenüber liegt das ehemalige Verwaltungsgebäude der Georg Fischer AG, das der Kantonalen Verwaltung Schaffhausen dient. Das gesamte, auch Mülitaal genannte, Tal wird noch im 21. Jahrhundert von den ehemaligen Werksanlagen der Firma geprägt.